# اتفاقية جبريل

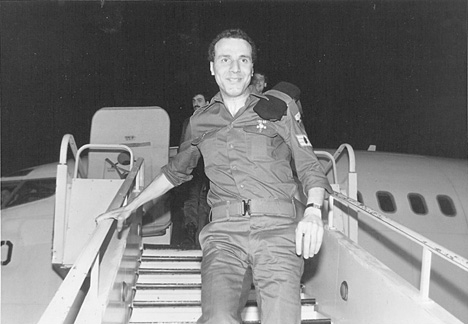

اتفاقية جبريل أو عملية الجليل هي صفقة لتبادل الاسرى جرت يوم 21 مايو من عام 1985 بين الحكومة الإسرائيلية برئاسة شمعون بيريز والجبهة الشعبية لتحرير فلسطين – القيادة العامة. وكجزء من الاتفاق، أطلقت إسرائيل سراح 1,150 سجينا أمنيا احتجزوا في السجون الإسرائيلية مقابل إطلاق سراح ثلاثة سجناء إسرائيليين (يوسف غروف، نسيم سالم، هيزي شاي) قبض عليهم أثناء حرب لبنان الأولى. وكان هذا أحد العديد من اتفاقات تبادل الأسرى التي تم تنفيذها بين إسرائيل والجماعات التي صنفتها على أنها منظمات إرهابية في ذلك الوقت. ومن بين السجناء الذين أطلق سراحهم من قبل إسرائيل هو كوزو أوكاموتو – أحد مرتكبي عملية مطار اللد في مايو 1972، الذي حكم عليه بالسجن مدى الحياة، وأحمد ياسين، زعيم جماعة الإخوان المسلمين في غزة، الذي حكم عليه بالسجن لمدة 13 عاما في عام 1983، والذي أصبح فيما بعد الزعيم الروحي لحماس، وزياد النخالة الذي كلف بتأسيس سرايا القدس وأصبح الأمين العام الثالث لحركة الجهاد الإسلامي في فلسطين فيما بعد. وكان السجين الآخر المفرج عنه هو "علي جدة" الذي قضى 17 عاما في زرع قنبلة بالقرب من مستشفى بالقدس في عام 1968 أدى إلى اصابة تسعة إسرائيليين. 
واجهت الحكومة الإسرائيلية انتقادات عامة قاسية لموافقتها على اطلاق سراح الـ1150 سجينا امنيا، من بينهم الذين حكم عليهم بالسجن مدى الحياة ومسؤولون عن قتل العديد من المواطنين الإسرائيليين، وخاصة ان هذا التبادل لم يشمل الإسرائيليين الثلاثة الذين تم القبض عليهم في معركة السلطان يعقوب في عام 1982. واستقال أحد المفاوضين الإسرائيليين احتجاجا على الاتفاق. وقد أيد كل وزراء الحكومة، باستثناء إسحاق نافون، الاتفاق.
أصبح عدد كبير من الأسرى الفلسطينيين الذين تم الإفراج عنهم في هذا الاتفاق فيما بعد العمود الفقري لقيادة الانتفاضة الأولى، التي اندلعت بعد أقل من ثلاث سنوات من الاتفاق.
يزعم أن الاتفاق مع الجبهة الشعبية لتحرير فلسطين – القيادة العامة استمر قرابة عام. وجاء اسم الاتفاقية كإشارة إلى الزعيم الفلسطيني المسلح أحمد جبريل.
في 30 يونيو عام 1985، تم الإفراج عن 39 أجنبيا تم أسرهم على متن رحلة تي دبليو إيه رقم 847 من أثينا إلى روما، وتم اختطافهم إلى بيروت. في 1 يوليو 1985، أعلنت إسرائيل أنها مستعدة لإطلاق سراح المعتقلين الشيعة من سجونها. خلال الأسابيع التالية، أطلقت إسرائيل سراح أكثر من 700 سجين شيعي، لكن إسرائيل نفت أن يكون الإفراج عن السجناء مرتبطًا بالاختطاف. في يوليو 1985، زعم 331 شيعيًا لبنانيًا أفرج عنهم من الاعتقال الإسرائيلي أن إطلاق سراحهم كان جزءًا من اتفاقية لتبادل السجناء، لكن الحكومة الإسرائيلية أنكرت رسميًا تلك الصلة.